# Trollskog: mer svensk folkmusik på beat
Trollskog: mer svensk folkmusik på beat är ett musikalbum av Merit Hemmingson, utgivet 1972 av EMI. På albumet fortsätter Hemmingson med att framföra psalmer och svensk folkmusik i nya arrangemang. På skivan medverkar även spelmännen Pers Hans och Björn Ståbi som två år tidigare utgav skivan Bockfot!!! som blev en storsäljare.

## Låtlista
Alla låtar är traditionella om inget annat anges.

### Sida A: Första sviten
1. "Mandom mod och morske män" – 3:10
2. "Lill-Pelle kùut fort!" – 0:49
3. "Jag ser uppå dina ögon" – 1:23
4. "Brudmarsch efter Lisme Per" – 2:00
5. "Amerikavisa" – 0:54
6. "Leksands brudmarsch" – 2:10
7. "Vallåtspolska efter Blecko Anders" – 3:34
8. "Allt under himmelens fäste" – 2:03
9. "Oxdansen" – 2:04
10. "Fyllepolska från Jät" – 0:45

### Sida B: Andra sviten
1. "Fäbodpsalm av Oskar Lindberg" – 4:31
2. "Brudmarsch efter Florsen i Burs" – 2:05
3. "Så ödsligt molnen på fästet gå" – 2:17
4. "Skänklåt av Pers Erik Olsson" – 3:24
5. "Engelbrekt och hans dalkarlar" – 0:40
6. "Eklundapolska" – 2:00
7. "Jämtländsk gejttrall" – 0:44
8. "Jag vet en dejlig rosa" – 2:16
9. "Visa från Medelpad" – 2:21
10. "Vallåt från Ärentuna" – 1:24

## Medverkande
- Merit Hemmingson — orgel, elpiano, cembalo, piano, Moog synthesizer, vibrafon, rytmeffekter, röster, arrangör
- Bengt Palmers — elbas, gitarr, rytmeffekter, medarrangör
- Björn Ståbi — fiol
- Pers Hans — fiol
- Mats Kuopala — nyckelharpa
- Janne Schaffer — gitarr
- Björn J:son Lindh — flöjt, altflöjt
- Tommy Borgudd — trummor
- Roger Palm — trummor
- Kjell Mattisson — elbas
- Bosse Häggström — elbas
- Maybritte Nicklasson — mandolin
- Sabu Martinez — congas
- Beppe Wolgers — röst (Sida B: 5, 7)
- Sven Berger — sinka
- Ingvar Holst — oboe
- Bengt Belfrage — horn
- Hans Björkman — horn
- Eddy Johansson — fagott
- Sone Banger — dragspel